# Parc Natural de l'Alt Sûre
El Parc Natural de l'Alt Sûre (en luxemburguès: Naturpark Uewersauer; en alemany: Naturpark Obersauer; en francès: Parc Naturel de la Haute-Sûre) està situat en l'extrem nord-oest de la zona d'Oesling a Luxemburg, i és principalment una àrea de conservació i una zona d'especial protecció per a les aus silvestres. El territori en té 162 km², i consta de valls profundes amb vessants boscoses i prats humits, en ell es troba un gran pantà que subministra aigua potable a un 70% de la població luxemburguesa.

## Objectius
Els objectius del parc són tres.
En primer lloc, i més important, l'objectiu és protegir el medi ambient natural i l'ecosistema. Això significa la preservació de la flora i fauna autòctones, així com la protecció de la puresa de l'aire, l'aigua i la qualitat del sòl.
Un segon objectiu és el desenvolupament de l'activitat econòmica, la silvicultura i el turisme a la seva majoria de baixa densitat, com un [medi de creació d'ocupació i una alta qualitat de vida. Com a resultat, el transport de la infraestructura per tot el parc és excel·lent.
El tercer objectiu és el de preservar el patrimoni arquitectònic de la zona, que oscil·la entre un gran nombre de capelles i molins en desús a antigues pedreres i ruïnes de castells.